# Daniel Irigoyen

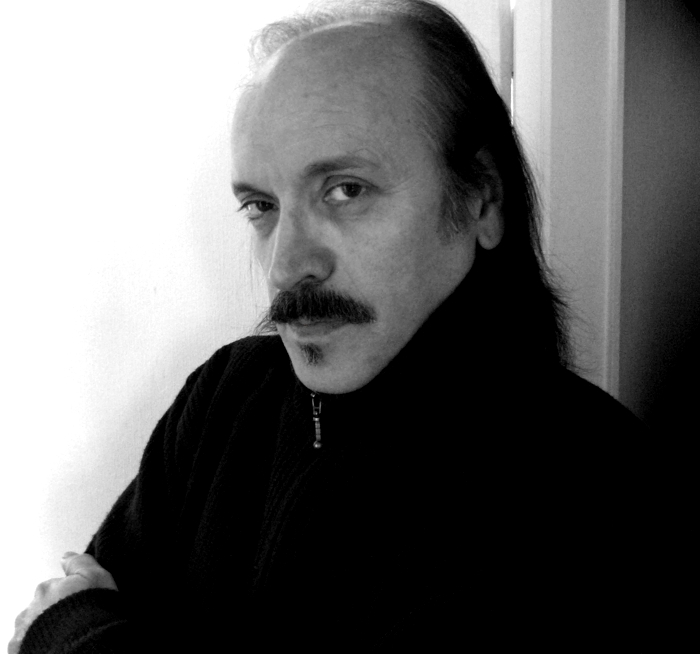
Daniel Irigoyen

Daniel Irigoyen (* 2. Januar 1950 in Buenos Aires) ist ein Musiker und gesellschaftskritischer lyrischer Dichter, der zu den Urvätern der Bewegung „Rock Nacional“ gehört. Als Sänger und Komponist der Gruppe „Los Mentales“ wurde er als eine der besten Stimmen der ersten Generation des argentinischen Rock ausgezeichnet.

## Biografie

### Kindheit und Jugend
Als Halbwaise wurde er im Alter von vier Jahren in ein Dorf im Norden der Provinz Buenos Aires gebracht und in die Obhut seiner Großeltern väterlicherseits übergeben. Im Alter von 14 Jahren kehrte er zu seinem Vater nach Buenos Aires zurück und besuchte an einer Schule der Franziskaner die Sekundarstufe.

### Künstlerischer Charakter
Mit dem Aufkommen der Beatles und dem ersten ungeordneten Lesen verschiedener metaphysischer Autoren, die einen großen Einfluss auf ihn ausübten, verstand er früh, dass eine einzige Form nicht ausreicht, um Verzweiflung auszudrücken. Mehr von mystischen als von philosophischen Fragen angezogen, stellte er sich die Göttlichkeit als den unbeweglichen Motor des Universums und die letzte Ursache aller Dinge vor.
Als Singer-Songwriter bemühte er sich in seinen Texten, die Arroganz und Heuchelei der Nachkriegs-Merkantilistengesellschaft nicht mit politischem Protest hervorzuheben, sondern ihr mit einer poetischen Botschaft zu begegnen.

### Anfänge und Gegenkultur
Zusammen mit anderen Persönlichkeiten, wie Litto Nebbia, Javier Martínez, Moris, Tanguito, Pajarito Zaguri, Miguel Abuelo und Pipo Lernoud, war er Mitte der 1960er Jahre Teil einer Gruppe Aktionskünstler, die sich „Die Schiffbrüchigen“ nannten, einer Gruppe von Musikern und Anti-Establishment-Dichtern, die in den Bars La Perla del Once und La Cueva de Pueyrredón Zuflucht fanden, sowie etwas später in der Modern Bar, die in direkter Verbindung mit dem Instituto Di Tella stand, das unter anderem eine Gründungsnische der Gegenkultur in Buenos Aires war.
Im Alter von 17 Jahren traf er im Instituto di Tella (Achse der kulturellen Aktivität in den 60er Jahren) den Künstler Pablo Suarez, was ihm die Möglichkeit eröffnete, mit einigen Schlüsselfiguren aus dem künstlerischen und intellektuellen Umfeld jener Epoche in Verbindung zu treten und so einen künstlerischen Beitrag zu leisten als z. B. Modell für Plastiker und Fotografen, bei einem ästhetischen Projekt des experimentellen Theaters, das von Exmitgliedern des Werkes „Freiheit und andere Intoxikationen“ des Dramaturgen Mario Trejo organisiert wurde und in einem medialen Lesespektakel als körperlicher Akt, basierend auf Los Cantos de Maldoror del Conde de Lautremont, sowie bei einem dem Werk und Geist der Beatles gewidmeten Werk mit Namen „Beat Beat Beatles“, auf den Weg gebracht von Daniel Armesto, Angel Telechea und Roberto Jacoby.

### Erste Festivals
Mit der Band „Los Mentales“, die von Litto Nebbia künstlerisch für RCA Victor produziert wurde, beteiligte sich Irigoyen an einigen der a Events der Rock-Bewegung dieser initiativen Jahre, darunter der Konzertzyklus „Beat Baires“, der im Juni 1969 im Theater „Coliseo“ in Buenos Aires aufgeführt wurde. Er nahm am „Festival Pinap de Música Beat y Pop“, dem ersten Open-Air-Festival Argentiniens teil, das im Frühling 1969 realisiert wurde.
Ebenfalls 1969 erhielt Irigoyen die Ehrung als „beste Stimme“ beim „Primer Festival Nacional de la música Beat“, das aus dem Teatro Nacional de Buenos Aires im Fernsehen übertragen wurde. Irigoyen trat ebenfalls beim ersten großen „Festival B.A.Rock“ auf, das im November 1970 im „Velódromo Municipal“ stattfand.

### Los Mentales
Erste Formation (1968)
- Schlagzeug: Juan Rodríguez, der später mit Sui Generis, Polifemo, Miguel Cantilo und anderen spielte
- Gitarre: Rubén Biscione
- Erste Stimme: Daniel Irigoyen
- Bass: Oscar Rafael Jurado – El Oso

Zweite Formation (1969) (1970–71):
- Schlagzeug: Juan Rodríguez – Roberto „Corre“ López (1971)
- Gitarre: Rubén Biscione
- Erste Stimme und Akustikgitarre: Daniel Irigoyen
- Keyboards und Bass (1970): Quique Alvarado
- Bass: Walter Fermin (1969)

## Musikalische Studien
Im Alter von 16 Jahren hatte Irigoyen ersten Schlagzeugunterricht bei Alberto Alcalá. Zur selben Zeit brachte er sich selbst das Spielen auf der kreolischen Gitarre bei. In der Zeit mit Los Mentales nahm er privaten Unterricht bei der Gesangspädagogin und Pianistin Martha Nebbia.
Im Jahr 1972, nach der Erfüllung der vierzehn obligatorischen Militärdienstzeiten (zehn von ihnen als Schlagzeuger in der Militärband), reiste er mit Luis Gambolini, ehemaliger Schlagzeuger von La Pesada del Rock and Roll und Pappo’s Blues, nach Europa.
In den späten 1970er Jahren nahm er Privatunterricht in Congas und Timba bei dem puerto-ricanischen Musiker Freddie Santiago. In den 1980er Jahren begann er Klavier zu studieren.

## Exil
Ende 1973 kehrte Irigoyen nach Buenos Aires zurück, um seine musikalische Laufbahn fortzusetzen.
Am 1. Juli 1974 verkündete Isabel Martínez de Perón den Tod ihres Ehemannes, des argentinischen Präsidenten Juan Perón, dem sie im Amt nachfolgte. Von diesem Zeitpunkt an wurde das kulturelle Leben in Buenos Aires für viele unhaltbar; Gegner des westlichen und christlichen Lebenssystems und Kommunisten wurden verfolgt.
Fern jedes politischen Kontextes begannen sie, Menschen zu inhaftieren, zu denen Irigoyen eines nachts gehörte, als er am Ausgang eines Theaters festgenommen wurde. Ohne Kontakt zur Außenwelt wurde er für mehrere Wochen festgehalten, fast ohne Schlaf, verhört und misshandelt von Beamten im Dienst. Nach mehreren Bemühungen eines Verwandten, der bei der Polizei arbeitete, wurde er entlassen. Seine Pläne, mit einer Rhythm-and-Blues-Band (Avalancha) als Sänger und Drummer weiter zu arbeiten, konnte er nicht verwirklichen. Aus Sorge, zu der immer weiter wachsenden Liste von Verschwundenen zu gehören, reiste er nach Genua. Seit 1976 lebt er in Hamburg, Deutschland, und ist seitdem kontinuierlich als Musiker aktiv, im Wesentlichen als Sänger und Percussionist.
Zu den wichtigsten Stationen seiner europäischen Karriere zählt die Teilnahme als Mitglied von Jazz-Rock-Bands, Salsa-Gruppen, Fusion, Latin-Jazz, Begleitung von internationalen Tourneen (z. B. Thomas Anders) und schließlich die Durchführung eigener Projekte.

## Bücher
1979 veröffentlichte er den Gedichtband „Pulsaciones a la puerta del hombre“. Von da an trug er zu verschiedenen lateinamerikanischen literarischen Publikationen im Exil bei, Tierrada 1, Tierrada 2, Strip, und war Kolumnist in der deutschen Musikzeitschrift Rimshot Publication – Das Magazin für moderne Rhythmiker und Multi-Malletisten. Im Jahr 2007 veröffentlichte er das Buch „A un paso del cielo“ (Bekenntnisse eines Überlebenden).

## Diskografie
Singles
- 1969 – RCA Victor

1. Wenn ein Mann nur eine Frau liebt (Cuando un hombre solo ama a una mujer) (Litto Nebbia)
2. Mann im blauen Anzug (Hombre de traje azul) (Bashura)

- 1970 – RCA Victor

1. Die Hauptstraße (La Calle Principal) (Daniel Irigoyen)
2. Kümmer mich nicht Baby (No me agobies nena) (Daniel Irigoyen)

## Alben – Kooperationen
| 1969 | Ciro Fogliatta – Musik für junge Liebe                          | RCA Victor              |  |
| ---- | --------------------------------------------------------------- | ----------------------- |  |
| 1970 | Los Gatos – Rock der verlorenen Frau (Rock de la mujer perdida) | RCA Victor              |  |
| 1983 | United Nation Jazz Rock & Lyric Orchester                       | Hand Record Deutschland |  |
| 1985 | Felix de Luxe – Die Tricks des Glücks                           | Polydor Deutschland     |  |

| 1989 | Litto Nebbia – Lebensseiten Vol 4   | Melopea – 1994 – herausgegeben – 1999 |  |
| ---- | ----------------------------------- | ------------------------------------- |  |
| 1999 | Wolf Biermann – Paradies üff Erden  | Lieder Produktion Altona              |  |
| 2004 | Carlos Zapata – Blauer Traum        | MR 2011 Germany                       |  |
| 2011 | Saint-Hill Collective – Son my Soul | Che! Records Deutschland              |  |

| 2013 | La Película de Gregorio – Mr. Stan-Dard                                         | Youkali Musik    |  |
| ---- | ------------------------------------------------------------------------------- | ---------------- |  |
| 2013 | Daniel Messina Band – Die Zukunft ist heute                                     | Mulatina Records |  |
| 2016 | Rock Argentino en estado sinfónico – Argentinischer Rock im symphonischen Staat | Grammers         |  |
|      |                                                                                 |                  |  |

## Alben – Bands
| 1981      | Zorro-Instructions for another dream – Anleitung für einen anderen Traum | Alster Records Hamburg |  |
| --------- | ------------------------------------------------------------------------ | ---------------------- |  |
| 1983–1984 | Chilam Balam (Studio & Live)                                             | Aliado Records Hamburg |  |
| 1985–1986 | Camalote – Brisas (Studio & Live)                                        | Flipper Records Berlin |  |
| 1995–1996 | Irigoyen Criollo Band – Die Latino Funk Society                          | Aliado Records Hamburg |  |

| 1984–2015 | Extraterritorial-The Music Of Chilam Balam | Aliada Luz Records Hamburg |  |

## Solo-Alben
| 1997      | Daniel Irigoyen Taking Care of the memory                 | Aliado Records             |  |
| --------- | --------------------------------------------------------- | -------------------------- |  |
| 2010      | Daniel Irigoyen Gefährliche Träume (Sueños Peligrosos)    | Mulatina records           |  |
| 1984–2015 | Extraterritorial-Die Musik von Chilam Balam               | Aliada Luz Records Hamburg |  |
| 2016      | Daniel Irigoyen – Instrospección – Die Musik von Camalote | Aliada Luz Records         |  |
| 2018      | Daniel Irigoyen Fusion - CIRCUNSTANCIAS TERRENALES        | Aliada Luz Records         |  |

Musiker:
- Daniel Irigoyen: Stimmen, Keyboards, Guitarre, Schlagzeug, Congas, Timbales, Percussion
- Omar Rodríguez Calvo: Bass
- Leandro Saint-Hill: Tenor & Sopran Sax, Flöte
- Otmaro Ruiz: Klavier, Synthetisator
- Hugo Fattoruso: Synthetizador
- Litto Nebbia: Gitarre
- Sal Giorgiani: Tenorsaxophon
- Carlos Fischer: Trompete
- Hermann Süß: Trompete
- Daniel Allen: Trompete
- Kerry Loeschen: Posaune
- Jonas Mo: Gitarre
- Ilan Levanon – Gitarre
- Gustavo Gregorio: Bass
- Daniel Messina: Schlagzeug